# Cyphoedma transvolutata
Cyphoedma transvolutata är en fjärilsart som beskrevs av Walker 1860. Cyphoedma transvolutata ingår i släktet Cyphoedma och familjen mätare. Inga underarter finns listade i Catalogue of Life.